# Austria-Triathlon
Der Austria Triathlon in Podersdorf am Neusiedlersee ist der älteste österreichische Langdistanz-Triathlon. 1989 wurden hier die ersten österreichischen Meisterschaften über die Langdistanz ausgetragen.

## Organisation
Der Austria Triathlon wird seit 1988 jährlich Ende August in Podersdorf am Neusiedlersee ausgetragen. Ursprung der Veranstaltung ist der Bewerb über die Ironman-Distanz: Es werden 3,8 km geschwommen, 180 km Rad gefahren und 42,195 km gelaufen. Das Schwimmen erfolgt im Neusiedler See. Der Start befindet sich neben dem Leuchtturm am Hauptsteg in Podersdorf. Da die Schwimmstrecke im Neusiedlersee mit durchschnittlich einem Meter sehr seicht ist, die Rad- und Laufstrecken völlig flach sind und die Startgebühren vergleichsweise moderat sind, eignet sich der Austria Triathlon sowohl für die Jagd nach einer Bestzeit für Profis als auch für Einsteiger und Hobby-Sportler.

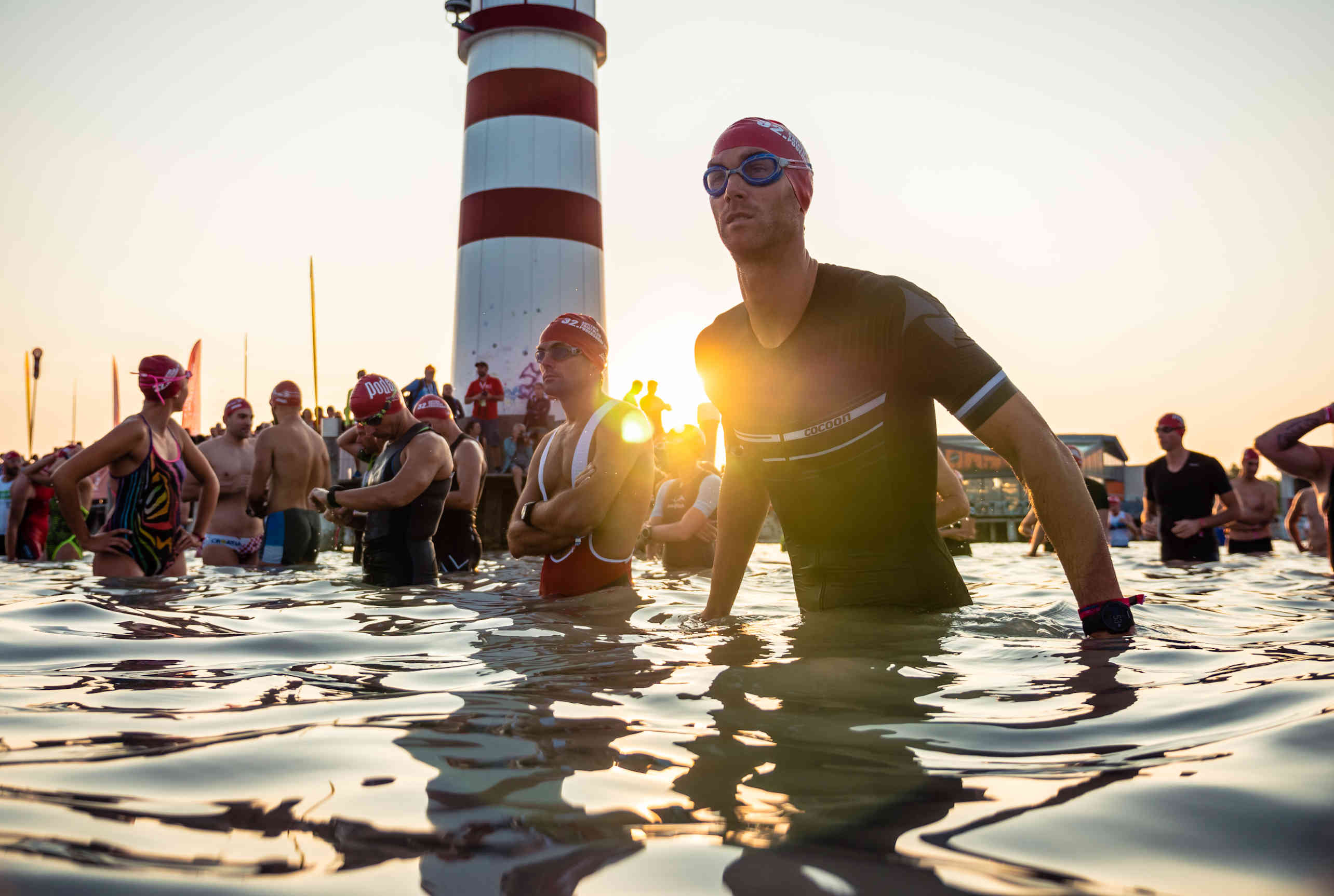
Start beim Austria Triathlon Podersdorf

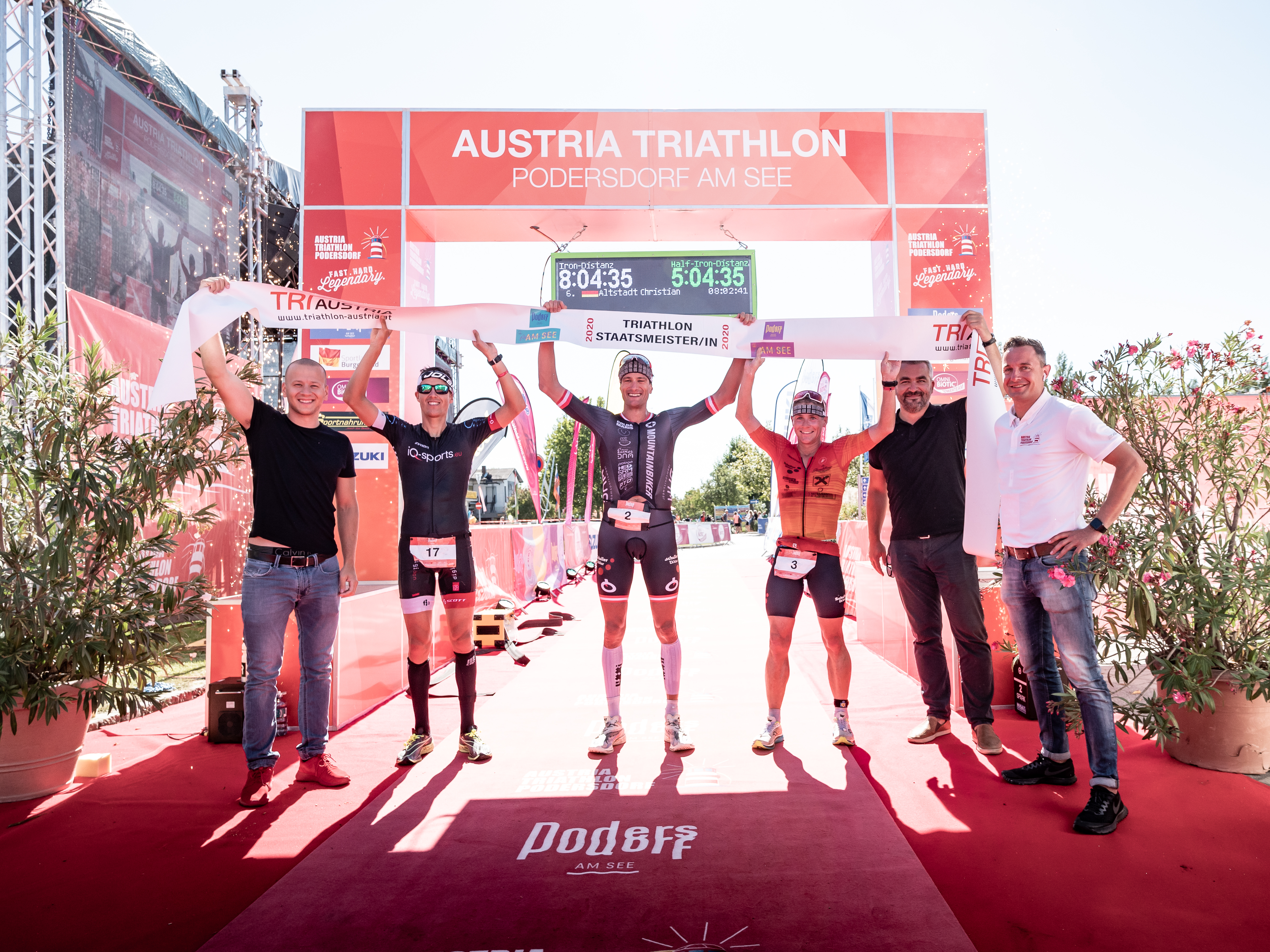
Staatsmeister Austria-Triathlon Podersdorf 2020

Beim Austria Triathlon wurde schon mehrfach die österreichische Staatsmeisterschaft im Langdistanz-Triathlon ausgetragen – der erste Österreicher im Ziel kürt sich zum Staatsmeister.
Beim ersten Austria Triathlon 1988 starteten 39 Teilnehmer (eine Dame), wovon 36 das Ziel erreichten. Auch 1989 erreichte wieder nur eine Dame das Ziel und 1990 sowie 1998 waren zwei Damen im Ziel. 1992 und 1996 war der Wind so stark, dass sich die Veranstalter entschlossen, damals das Schwimmen entfallen zu lassen und nur einen Duathlon zu veranstalten.
Beim 17. Austria Triathlon 2004 starteten circa 200 Teilnehmer, von denen 151 am Ziel ankamen.
Als Erschwernisse dieser Veranstaltung gelten der häufige Wind und oft auch Hitze. Um die windstillere Zeit für die Schwimm- und Raddistanz nutzen zu können, wurde 2011 die Startzeit auf 7:00 Uhr vorverlegt. 2011 gab es hier auch erstmals ein Rennen auf der Sprintdistanz.
Im Juli 2020 wurde ein „Jagdrennen“ mit internationalen Teilnehmern wie dem amtierenden Olympiasieger Kristian Blummenfelt und dem zweifachen Ironman Hawaii Sieger Patrick Lange ausgetragen.
Im Jahr 2020 war der Austria Triathlon Podersdorf coronabedingt eine der wenigen Langdistanz-Triathlons weltweit, die stattfanden. In zehn Bewerben waren 2000 Athleten an diesem Wochenende gemeldet und es konnten die österreichischen Staatsmeisterschaften ausgetragen werden. Möglich machte dies ein umfangreiches Sicherheits- und Hygienekonzept.
Als größte Veranstaltung Österreichs 2021 mit mehr als 2.000 Startern ist der Austria Triathlon einer der wenigen Triathlons, der seit 1988 Jahren ohne eine einzige Unterbrechung stattfindet.

## Geschichte
Gegründet wurde der Austria Triathlon von Kurt Mitschko und Marcel Skala. Die Premiere des ersten Austria Triathlon fand am 11. Juni 1988 mit 36 Startern statt. Der Wiener Wolfgang Schattauer durfte sich als Premierensieger nach 9:51:49 h feiern lassen. Auch eine Dame war unter den Teilnehmern, Gisela Kaltenhofer, welche in 13:02:14 h das Rennen beendete.
Der zweite Austria Triathlon wurde schon als österreichische Meisterschaft durchgeführt und auch die Teilnehmerzahl verdoppelte sich. Salzburger Stefan Salletmayer gewinnt mit der ersten Zeit unter neun Stunden auf österreichischem Boden in 8:59:59 h beim dritten Austria Triathlon im Jahr 1990. In diesem Jahr hat auch das erste Mal der Veranstalter und Gründer, Kurt Mitschko, teilgenommen und dabei den 20. Platz belegt.
1991 wurde die Veranstaltung erstmals von Anfang des Sommers auf das Ende der Sommersaison verschoben. 1993 wurde durch die Anerkennung des Triathlonsports als offizielle Sportart durch die Bundessportorganisation (BSO) in Podersdorf zum ersten Mal österreichische Staatsmeisterschaften über die Triathlon-Langdistanz ausgetragen.
Durch schlechte Wetterverhältnisse musste der Triathlon in den Jahren 1992 und 1996 als Duathlon abgehalten werden. 1992 musste die Schwimmstrecke durch einen Laufpart ersetzt werden mit 10 km Laufen, 90 km Radfahren und 21 km Laufen. Vier Jahre darauf folgte ein Bewerb mit 14 km Laufen, 180 km Radfahren und danach noch ein Marathon am Ende, was wohl der längste Duathlon der Welt war. Nur 120 der 180 Starter schafften es ins Ziel.
Der Leuchtturm vor der Strandpromenade in Podersdorf am See wurde 1997 zum Symbol des Austria Triathlon. Mit ansteigender Beliebtheit des Triathlonsport wuchs auch die Konkurrenz durch andere Triathlon Veranstaltungen, wie dem Ironman Austria in Klagenfurt, in Österreich und die Teilnehmerzahlen sanken vorerst. Jedoch hatte sich der Austria Triathlon als extrem schnelle Strecke etabliert, weshalb nach einem kurzen Rückgang, die Teilnehmerzahlen wieder stark anstiegen. Der Niederösterreicher Alexander Frühwirth holte sich insgesamt sechsmal den Staatsmeistertitel und hielt dabei mehrere Streckenrekorde inne. Seine Bestzeit in Podersdorf am See lag bei 8:11:08 Stunden.
Im Jahr 2007 feierte der Austria Triathlon sein 20-jähriges Jubiläum mit extrem heißen Wetterbedingungen jedoch auch mit einem erneuten Teilnehmerrekord. Nach und nach entwickelten sich immer mehr Disziplinen zur Freude der vielen Triathlon-Neulinge. Seit 2008 ist es möglich den Triathlon als Halbdistanz zu absolvieren. Die Premiere über die Sprintdistanz im Jahr 2011 (0,75 km Schwimmen/20 km Radfahren/5 km Laufen) im Rahmen des 24. Austria Triathlon war ein voller Erfolg. Fast 400 Starter starteten um 9:00 Uhr in zwei Wellen in die erstmals ausgetragene Sprintdistanz. In diesem Jahr gewann Andreas Fuchs zum dritten Mal in Folge den Austria Triathlon.
Daniel Döller (Stiefsohn von Kurt Mitschko) übernahm 2012 in dem Familientriathlon die Rolle des Co-Organisator, nachdem er seit Kindesbeinen an unterschiedlichen Rollen in der Organisation übernommen hat. Das Jubiläumsrennen zum 25. Austria Triathlon wurde 2012 ausgetragen. Am 25. August fand der Lang- und Halbdistanzbewerb statt und am 26. August wurde ein Bewerb über die Sprintdistanz ausgetragen. 2012 waren über beide Veranstaltungstage 1560 Athleten am Start.
Mit der Einführung der olympischen Distanz in 2013 deckt das Austria Triathlon-Wochenende die letzte noch nicht ausgetragene Distanz ab und kann nun als einzige österreichische Veranstaltung alle vier signifikanten Disziplinen an einem Wochenende anbieten. In diesem Jahr erzielte Georg Swoboda zum zweiten Mal in Folge den ersten Platz in der Langdistanz mit der zweitschnellsten je gefahrenen Zeit auf dieser Distanz ab, die schnellste jemals auf europäischem Boden gefahrene.
2014 holte sich Georg Swoboda dann den Streckenrekord von Alexander Frühwirth mit einer Zeit von 08:07:21 Stunden.
Anfang Juni 2016 hatte die Austria Triathlon-Familie mit dem Tod von Kurt Mitschko einen großen Schicksalsschlag zu verkraften. Der Pionier, Erfinder und Vater des ältesten Langdistanz-Triathlons verstarb im Alter von nur 66 Jahren. Bereits im Jahr zuvor war Kurt verursacht durch seinen schweren Radunfall für lange Zeit im Krankenhaus gelegen und sein Stiefsohn und Co-Organisator Daniel Döller hat die Organisation des 28. Austria Triathlon 2015 erstmals alleine in die Hand genommen. Doch noch bis kurz vor seinem Tod wirkte Kurt an den Ideen und Visionen für das Rennen mit. Der neue Zieleinlauf und der Claim „FAST.HARD.LEGENDARY“ – Kurt hat das alles noch mitgestaltet und so leben seine Visionen und sein Vermächtnis in diesem Triathlonwochenende Anfang September weiter. Die Organisation liegt jetzt in den Händen seines Stiefsohn Daniel Döller sowie Max und Tim Mitschko, die die Veranstaltung in seinem Andenken fortführen.
Zum 30-jährigen Jubiläum in 2017 liefert Thomas Frühwirth eine sensationelle Leistung ab. Der 36-jährige österreichische Paraathlet pulverisierte seinen eigenen, 2012 ebenfalls in Podersdorf aufgestellten, Weltrekorde und erreichte nach nur 7 Stunden 48 Minuten und 36 Sekunden am Handbike das Ziel. Außerdem konnte ein neuer Teilnehmerrekord von 2481 Teilnehmern aus 29 Nationen aufgezeichnet werden.
Am 1. September 2018 fand der Austria Triathlon zum 30. Mal statt und es wurden hier zum 17. Mal die Staatsmeister auf der Triathlon-Langdistanz ermittelt. 2019 konnte sich erstmals in der Geschichte des Austria Triathlon eine Dame in einem Bewerb die schnellste Gesamtzeit sichern. Über die Sprintdistanz holte sich Jacqueline Kallina nicht „nur“ den Sieg in der Damen-Konkurrenz, sie ließ an diesem Tag auch alle Herren hinter sich.
Am 19. Juli 2020 wurde ein „Jagdrennen“ mit internationalen Teilnehmern ausgetragen. Der Austria Triathlon in Podersdorf wurde 2020 zum bereits 33. Mal ausgetragen und ist damit einer der traditionsreichsten Triathlons Österreichs. Am 5. September 2020 gingen die österreichischen Staatsmeisterschaften über die Triathlon Langdistanz über die Bühne, dabei wurden an diesem Rennwochenende 2000 Starter begrüßte.
Im zweiten coronabedingten Jahr 2021 konnte der 34. Austria Triathlon vom 3. bis 5. September mit 2050 Startern ausgetragen werden. Keine einzige Infektion wurde verzeichnet und so war der Austria Triathlon das größte österreichische Triahtlon-Event in diesem Jahr.
Der Austria Triathlon ist eine der größten Sportveranstaltungen des Burgenlandes und bringt knapp 3 Millionen Euro Wertschöpfung für die Region. Aufgrund der flachen Streckenführung gilt der Austria Triathlon zudem als guter Boden für schnelle Zeiten. So ist etwa eine der weltweit schnellsten jemals gefahrenen 180 km Rad-Zeiten in Podersdorf aufgestellt worden. Trotzdem wissen all jene, die sich schon einmal durch die „Podersdorfer Hölle“ (ein Abschnitt der Laufstrecke trägt diesen Beinamen) gekämpft haben, dass einem dieser Triathlon wirklich alles abverlangt. Daher gilt für den Austria Triathlon und alle Starter stets das Motto des Veranstalters „Fast, hard, legendary“.
Bei der 35. Austragung am 3. September 2022 wurde die Schwimmdistanz des Austria Triathlon aufgrund des niedrigen Wasserstandes erstmals nicht durch den Neusiedler See, sondern nahe Frauenkirchen im Badesee der St. Martins Therme ausgetragen. Der 8 Hektar große Badesee der Therme erwies sich mit 8 Meter Wassertiefe als Option für die Austragung in den kommenden Jahren.

## Siegerliste

### Langdistanz
Die Bestzeit der Frauen wird seit 2020 von Verena Walter mit 8:49:02 Stunden gehalten. Die schnellste Zeit bei den Männern erzielte 2020 der Niederösterreicher Michael Weiss mit 7:36:56 Stunden und damit verbesserte er den 2014 von Georg Swoboda eingestellten Rekord.
| N ° | Datum/Jahr     | Männer                  | Männer              | Männer             | Frauen                 | Frauen                       | Frauen                |
| N ° | Datum/Jahr     | Erster Platz            | Zweiter Platz       | Dritter Platz      | Erster Platz           | Zweiter Platz                | Dritter Platz         |
| --- | -------------- | ----------------------- | ------------------- | ------------------ | ---------------------- | ---------------------------- | --------------------- |
| 38  | 30. Aug. 2025  |                         |                     |                    |                        |                              |                       |
| 37  | 31. Aug. 2024  | Jan Oppolzer            | Georg Enzenberger   | Guillaume Montoisy | Eva Berger             | Sabrina Exenberger           | Tatjana Fiedler       |
| 36  | 2. Sep. 2023   | Pavel Wohl              | Thomas Angerer      | Mattias Hofacker   | Anja Kobs              | Judit Koronika               | Tatjana Fiedler       |
| 35  | 3. Sep. 2022   | Paul Ruttmann -2-       | Olivier Godart      | Edgars Cimermanis  | Gabriele Obmann        | Marie Hielscher              | Steffi Jansen         |
| 34  | 4. Sep. 2021   | Marc Unger              | Andreas Fuchs       | Thomas Dietz       | Susanne Linecker       | Linda Simon                  | Judith Mürzl          |
| 33  | 5. Sep. 2020   | Michael Weiss (SR)      | Maximilian Hammerle | Christian Störzer  | Verena Walter (SR)     | Simona Křivánková            | Alena Stevens         |
| 32  | 31. Aug. 2019  | Matija Avirovic         | Jan Oppolzer        | Andreas Kainz      | Bianca Grosse          | Maren Martens                | Katharina Nast        |
| 31  | 1. Sep. 2018   | Paul Ruttmann           | Andreas Fuchs       | Robert Pingitzer   | Simona Křivánková -2-  | Simone Kumhofer              | Cornelia Krapfenbauer |
| 30  | 2. Sep. 2017   | Tomas Renc              | Andreas Fuchs       | Georg Swoboda      | Kamila Polak           | Maja Urban                   | Michaela Gerychová    |
| 29  | 3. Sep. 2016   | Jaroslav Kovačič        | Márton Flander      | Robert Pingitzer   | Maja Urban             | Ulli Felkel                  | Alice Pulfer          |
| 28  | 5. Sep. 2015   | Petr Vabroušek          | Jan Oppolzer        | Georg Swoboda      | Simona Křivánková      | Kamila Polak                 | Michaela Rudolf       |
| 27  | 6. Sep. 2014   | Georg Swoboda -3-       | Petr Vabroušek      | Márton Flander     | Michaela Rudolf -3-    | Doris Di-Giorgio             | Anja Bröcker          |
| 26  | 24. Aug. 2013  | Georg Swoboda -2-       | Petr Vabroušek      | Márton Flander     | Michaela Rudolf -2-    | Simone Helfenschneider-Ofner | Elisabeth Reiter      |
| 25  | 25. Aug. 2012  | Georg Swoboda           | Nikolaus Wihlidal   | Petr Vabroušek     | Michaela Rudolf        | Ute Streiter                 | Dominique Angerer     |
| 24  | 27. Aug. 2011  | Andreas Fuchs -3-       | Alexander Frühwirth | Petr Vabroušek     | Monika Stadlmann -2-   | Doris Di-Giorgio             | Anita Lenti           |
| 23  | 28. Aug. 2010  | Andreas Fuchs -2-       | Robert Lang         | Karol Dzalaj       | Jana Candrová          | Constance Mochar             | Bettina Zelenka       |
| 22  | 29. Aug. 2009  | Andreas Fuchs           | Rainer Fuhrmann     | Bjarne Möller      | Bettina Zelenka        | Constance Mochar             | Kristina Lapinová     |
| 21  | 30. Aug. 2008  | Florian Greckl          | Alexander Frühwirth | Rainer Fuhrmann    | Stephanie Rittershofer | Margit Messinger-Walek       | Constance Mochar      |
| 20  | 25. Aug. 2007  | Alexander Frühwirth -6- | Johannes Polak      | Lang Robert        | Monika Stadlmann       | Hager Catherine              | Pliessnig Barbara     |
| 19  | 26. Aug. 2006  | Alexander Frühwirth -5- | Stefan Rief         | Gernot Greylinger  | Monika Feuersinger     | Monika Stadlmann             | Sabine Matl           |
| 18  | 27. Aug. 2005  | Alexander Frühwirth -4- | Georg Swoboda       | Bruno Demissie     | Barbora Fabiánová      | Lucia Kühner                 | Sabine Huber          |
| 17  | 28. Aug. 2004  | Alex Pedersen           | Georg Swoboda       | Andriy Behen       | Veronika Hauke         | Barbora Fabiánová            | Natalia Gergelics     |
| 16  | 30. Aug. 2003  | Alexander Frühwirth -3- | Klaus Denner        | Pavel Kasparek     | Sabine Greipel         | Kerstin Althoff              | Ina Grathenauer       |
| 15  | 24. Aug. 2002  | Alexander Frühwirth -2- | Damjan Zepic        | Siegi Ferstl       | Susanne Buckenlei      | Sabine Greipel               | Diana Rada            |
| 14  | 25. Aug. 2001  | Alexander Frühwirth     | Thomas Pichler      | Markus Ratz        | Elisabeth Penker       | Elke Halmer                  | Annette Scheurer      |
| 13  | 26. Aug. 2000  | Jan Strangmüller        | Andrey Yastrebov    | Viktor Zyemtsev    | Margaretha Neuböck -2- | Sabine Stelter               | Alexandra Fauser      |
| 12  | 4. Sep. 1999   | Roman Pustulka          | Alexander Neworal   | Uwe Fritz          | Cordula Möller         | Monika Stadlmann             | Elfriede Hofer        |
| 11  | 5. Sep. 1998   | Ingo Herzog             | Tom Furtner         | Christian Rauscher | Fatima Kovacs          | Margaretha Neuböck           | –                     |
| 10  | 6. Sep. 1997   | Klaus Weinhandl         | Norbert Domnik      | Jochen Schalk      | Margaretha Neuböck     | Tina Schwarz                 | Lore Fitz             |
| 9   | 7. Sep. 1996 * | Rudolf Buchdrucker      | Charles van de Ven  | Zdenek Zmeskal     | Sabine Stelter -2-     | Tina Schwarz                 | Susanne Schubardt     |
| 8   | 9. Sep. 1995   | Tibor Lehmann           | Richard van Diesen  | Stefan Picker      | Sabine Stelter         | Sabine Greipel               | Oxcana Ladujina       |
| 7   | 10. Sep. 1994  | Menno Ouderman          | Harald Funk         | Dirk Schneider     | Monika Lidmila -2-     | Rita Keitmann                | Uschi Preuser         |
| 6   | 11. Sep. 1993  | Richard van Diesen      | Bernd Mayer         | Markus Wepfer      | Monika Lidmila         | Margit Messner               | Sabine Greipel        |
| 5   | 5. Sep. 1992 * | Péter Kropkó            | Richard van Diesen  | Dirk Schneider     | Silvia Nußbaumer       | Anke Drescher                | Corinna Haase         |
| 4   | 14. Sep. 1991  | Holger Lorenz           | Heinz Bede-Kraut    | Markus Wepfer      | Ursula Meyer           | Renate Zechner               | Susanne Braess        |
| 3   | 23. Juni 1990  | Stefan Salletmayer      | Wolfgang Schattauer | Herman De Wit      | Silvie Andonie         | Tanja Riedlsperger           | –                     |
| 2   | 10. Juni 1989  | Wolfgang Erhart         | Wolfgang Schattauer | Stefan Salletmayer | Gisela Kaltenhofer -2- | –                            | –                     |
| 1   | 11. Juni 1988  | Wolfgang Schattauer     | Peter Trommer       | Anton Liederer     | Gisela Kaltenhofer     | –                            | –                     |

| ÖTRV Österreichische Triathlon-Staatsmeisterschaft auf der Langdistanz |

### Ironman-Halbdistanz
Der Streckenrekord auf der Halbdistanz (1,9 km Schwimmen, 90 km Radfahren und 21 km Laufen) wird seit 2022 vom Österreicher Thomas Steger mit 3:31:07 h gehalten.
| Datum/Jahr    | Männer               | Männer              | Männer                  | Frauen                    | Frauen                | Frauen             |  |
| Datum/Jahr    | Erster Platz         | Zweiter Platz       | Dritter Platz           | Erster Platz              | Zweiter Platz         | Dritter Platz      |  |
| ------------- | -------------------- | ------------------- | ----------------------- | ------------------------- | --------------------- | ------------------ |  |
| 30. Aug. 2025 |                      |                     |                         |                           |                       |                    |  |
| 31. Aug. 2024 | Michael Weiss -3-    | Andreas Silberbauer | Sebastian Aschenbrenner | Gabriele Obmann           | Gabriella Zelinka     | Katharina Loidl    |  |
| 2. Sep. 2023  | Michael Weiss -2-    | Stefan Betz         | Jan Schiebl             | Monika Mühlethaler        | Gabriella Zelinka     | Gabriele Obmann    |  |
| 3. Sep. 2022  | Thomas Steger (SR)   | Stefan Betz         | Michael Weiss           | Laura Zimmermann          | Gabriella Zelinka     | Kristin Liepold    |  |
| 4. Sep. 2021  | Michael Weiss        | Stefan Betz         | David Hanko             | Simone Kumhofer           | Sandra Cummerow       | Angelika Artner    |  |
| 5. Sep. 2020  | Frederic Funk        | Christian Haas      | László Tarnai           | Laura Jansen              | Simone Kumhofer       | Lisa Gerß          |  |
| 31. Aug. 2019 | David Hanko (SR)     | Michael Weiss       | Aron Reitz              | Sonja Skevin              | Alena Stevens         | Anita Schoderbeck  |  |
| 1. Sep. 2018  | Christophe Sauseng   | Peter Müllner       | Christoph Ladits        | Kristína Neč-Lapinová -2- | Anita Schoderbeck     | Kristina Zehetner  |  |
| 2. Sep. 2017  | Christian Birngruber | Peter Müllner       | Christophe Sauseng      | Kristína Neč-Lapinová     | Isabella Windhager    | Michaela Rudolf    |  |
| 3. Sep. 2016  | Mario Fink -2-       | Karl Prungraber     | Markus Leukermoser      | Reka Brassay -3-          | Kristína Neč-Lapinová | Mirjam Muckenhuber |  |
| 5. Sep. 2015  | Mario Fink           | Gyula Kis           | Markus Lichtenegger     | Reka Brassay -2-          | Kristina Neč-Lapinová | Mirka Vahtera      |  |
| 6. Sep. 2014  | Paul Ruttmann        | Philipp Podsiedlik  | Zoltan Benoca           | Mirjam Muckenhuber        | Zsuzsanna Harsányi    | Kristina Lapinová  |  |
| 24. Aug. 2013 | Attila Szabó         | Philipp Podsiedlik  | Karl-Heinz Prungraber   | Reka Brassay              | Katrin Lang           | Zsuzsanna Harsányi |  |
| 25. Aug. 2012 | Thomas Heuschmidt    | Attila Szabó        | Tom Thalhammer          | Diana Schramek            | Kathrin Kaspareth     | Yvonne Raffeiner   |  |
| 2011          | Markus Lichtenegger  | Bernhard Keller     | Gerd Hösele             | Zsuzsanna Szalkaly -2-    | Kristina Lapinová     | Sabine Trampitsch  |  |
| 2010          | Niclas Bock          | Markus Lichtenegger | Christian Wohlmutter    | Zsuzsanna Szalkaly        | Maria Gradauer        | Johanna Priglinger |  |
| 2009          | Csaba Kuttor         | Kenéz Bogdány       | Imre Csortos            | Yvonne Rüger-Krömker      | Amelita Sved          | Barbara Tesar      |  |
| 2008          | Markus Ressler       | Lothar Leder        | Christian Froschauer    | Nicole Leder              | Barbara Tesar         | Yvonne Raffeiner   |  |

### Olympische Distanz
1,5 km Schwimmen, 40 km Radfahren und 10 km Laufen
| Datum/Jahr    | Männer                      | Männer                  | Männer              | Frauen               | Frauen               | Frauen                |
| Datum/Jahr    | Erster Platz                | Zweiter Platz           | Dritter Platz       | Erster Platz         | Zweiter Platz        | Dritter Platz         |
| ------------- | --------------------------- | ----------------------- | ------------------- | -------------------- | -------------------- | --------------------- |
| 31. Aug. 2025 |                             |                         |                     |                      |                      |                       |
| 1. Sep. 2024  | Marcel Spandl               | Alex Trutz              | Philipp Tichy       | Hanna Pfannes        | Franziska Zuder      | Amelita Sved          |
| 2. Sep. 2023  | Sebastian Fuchs             | Massimo Köstl-Lenz      | Andras Czigany      | Jacqueline Kallina   | Dorka Soós           | Fanni Hajdu           |
| 3. Sep. 2022  | Sebastian Aschenbrenner -3- | Tamas Wagner            | Hans-Jörg Stolz     | Dajana Pechtl        | Zsófia Tóth          | Freya Wenske          |
| 5. Sep. 2021  | Sebastian Aschenbrenner -2- | Christian Nindl         | Peter Luftensteiner | Laura Holanszky      | Katharina Loidl      | Kristína Neč-Lapinová |
| 6. Sep. 2020  | Sebastian Aschenbrenner     | Oliver Janny            | Herbert Enzinger    | Katharina Loidl      | Renate Forstner      | Katerina Janovska     |
| 1. Sep. 2019  | Christian Haas              | Sebastian Aschenbrenner | Mark Capek          | Simone Fürnkranz -4- | Barbara Hopfgartner  | Veronika Vadovicova   |
| 2. Sep. 2018  | Marchelo Kunzelmann-Loza    | Nikolaus Wihlidal       | Philipp Tichy       | Simone Fürnkranz -3- | Julia Fedrizzi       | Anja Weilguni         |
| 3. Sep. 2017  | Nikolaus Wihlidal -4-       | Levente Berekméri       | Daniel Müller       | Ursula Kirchberger   | Anja Weilguni        | Daniela Dihsmaier     |
| 4. Sep. 2016  | Nikolaus Wihlidal -3-       | Daniel Müller           | Roman Thürauer      | Erika Csomor         | Doris Gschwandtl     | Johanna Priglinger    |
| 6. Sep. 2015  | Christian Birngruber        | Nikolaus Wihlidal       | David Hanko         | Simone Fürnkranz -2- | Lisi Gruber          | Sigrid Herndler       |
| 7. Sep. 2014  | Nikolaus Wihlidal -2-       | Peter Bajai             | Wolfgang Mangold    | Simone Fürnkranz     | Anita Schoderbeck    | Verena Roy            |
| 25. Aug. 2013 | Nikolaus Wihlidal           | Adam Molnar             | Wolfgang Mangold    | Zsofia Forro         | Martina Kaltenreiner | Verena Roy            |

### Sprintdistanz
| Datum/Jahr    | Männer                 | Männer               | Männer             | Frauen                  | Frauen              | Frauen              |
| Datum/Jahr    | Erster Platz           | Zweiter Platz        | Dritter Platz      | Erster Platz            | Zweiter Platz       | Dritter Platz       |
| ------------- | ---------------------- | -------------------- | ------------------ | ----------------------- | ------------------- | ------------------- |
| 2. Sep. 2023  | Martin Mitteregger -3- | Christoph Pölzgutter | Johannes Heindl    | Zsófia Tóth             | Nathalie Zolkiewicz | Anita Schoderbeck   |
| 3. Sep. 2022  | Martin Mitteregger -2- | Jakob Kaiser         | Johannes Heindl    | Jacqueline Kallina -2-  | Dorka Soos          | Nathalie Zolkiewicz |
| 5. Sep. 2021  | Christoph Pölzgutter   | David Vollmann       | Martin Mitteregger | Julia Hauser            | Tanja Stroschneider | Dorka Soos          |
| 6. Sep. 2020  | Christoph Pölzgutter   | Rene Hilber          | Martin Mitteregger | Tanja Stroschneider -2- | Katarina Kridlova   | Nathalie Zolkiewicz |
| 1. Sep. 2019  | Martin Mitteregger     | Jonas Dunzinger      | Moritz Hosnedl     | Jacqueline Kallina      | Larissa Azman       | Magdalena Scherz    |
| 2. Sep. 2018  | Peter Luftensteiner    | Sebastian Czerny     | Robert Bauer       | Ursula Kirchberger      | Andrea Jurek        | Zsófia Tóth         |
| 3. Sep. 2017  | Max Gordon             | Mark Capek           | Andreas Kröner     | Ivett Nagy -4-          | Anita Schoderbeck   | Anna Weinhardt      |
| 4. Sep. 2016  | Felix Ostendorf -2-    | Peter Luftensteiner  | Arthur Winter      | Lemuela Wutz            | Elena Labmayer      | Anja Weilguni       |
| 6. Sep. 2015  | Felix Ostendorf        | Karl Prungraber      | Tom Thalhammer     | Ivett Nagy -3-          | Tanja Stroschneider | Sarah Marquart      |
| 7. Sep. 2014  | Clemens Ostendorf      | Andreas Schuh        | Rene Bauer         | Ivett Nagy -2-          | Anna Hajdu          | Sophie Schöppl      |
| 25. Aug. 2013 | Philipp Tichy          | Mark Capek           | Gerhard Gansinger  | Ivett Nagy              | Anna Hajdu          | Irina Ciboch        |
| 26. Aug. 2012 |                        |                      |                    |                         |                     |                     |
| 27. Aug. 2011 | Daniel Pernold         |                      |                    | Tanja Stroschneider     |                     |                     |